# Pieve dei Santi Ansano e Tommaso
La pieve dei Santi Ansano e Tommaso si trova a Castelvecchio, una frazione di Pescia, in provincia di Pistoia, diocesi di Pescia.

## Storia e descrizione
Documentata dall'879, costituì il centro di riferimento spirituale più importante della Valleriana. L'edificio è stato pesantemente restaurato alla fine del XIX secolo. Meno compromessa appare la facciata, divisa da due ordini sovrapposti di arcate e aperta da una bifora e da due oculi gradonati. La parte terminale presenta tre absidi semicircolari decorate da archetti pensili.
L'interno è scandito da archeggiature a tutto sesto; da notare i capitelli decorati con motivi astratti o rozze figurazioni antropomorfe e zoomorfe. La cripta si è conservata. Isolato dalla chiesa è il campanile a base quadrata aperta da bifore.

## Galleria d'immagini

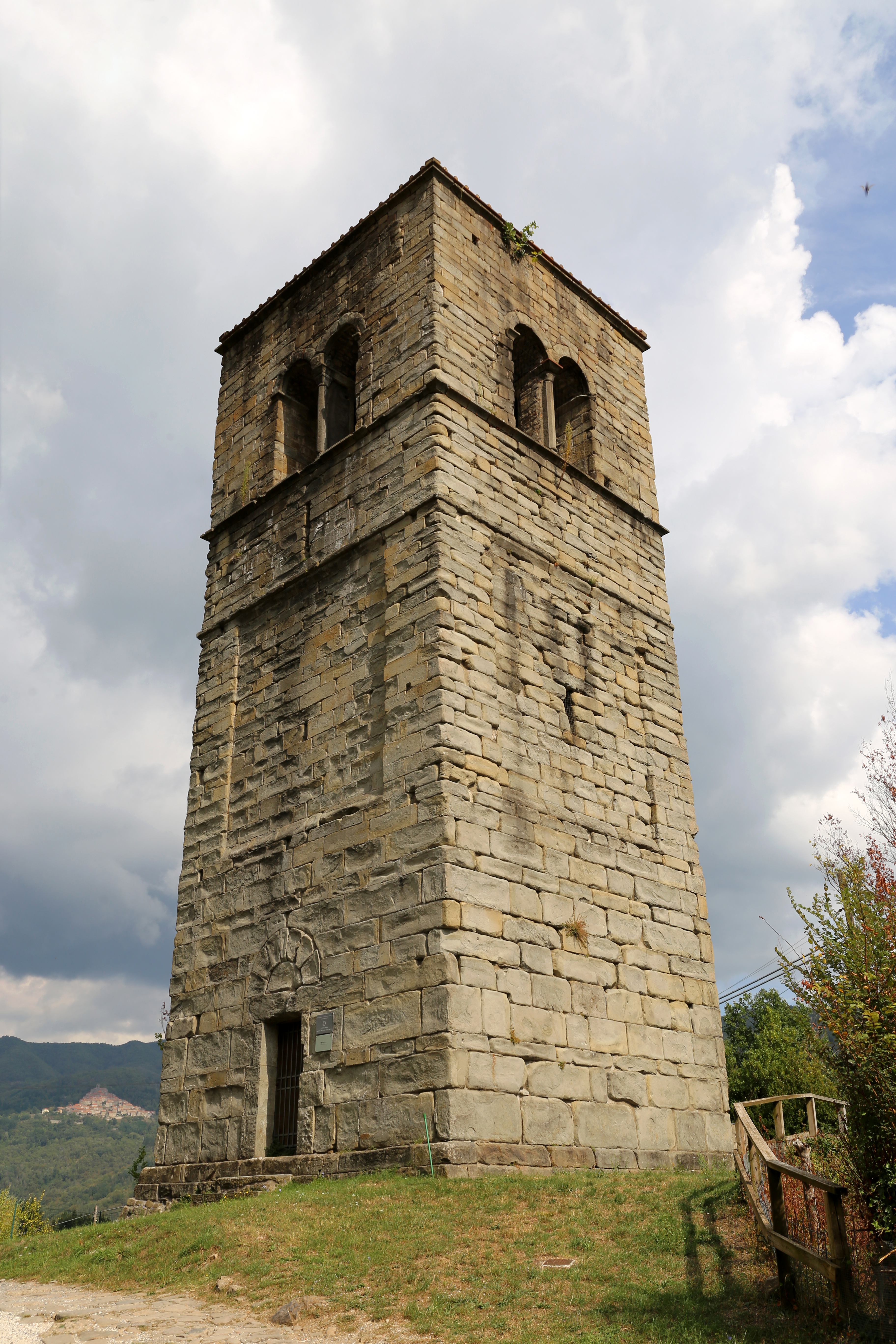
Il campanile
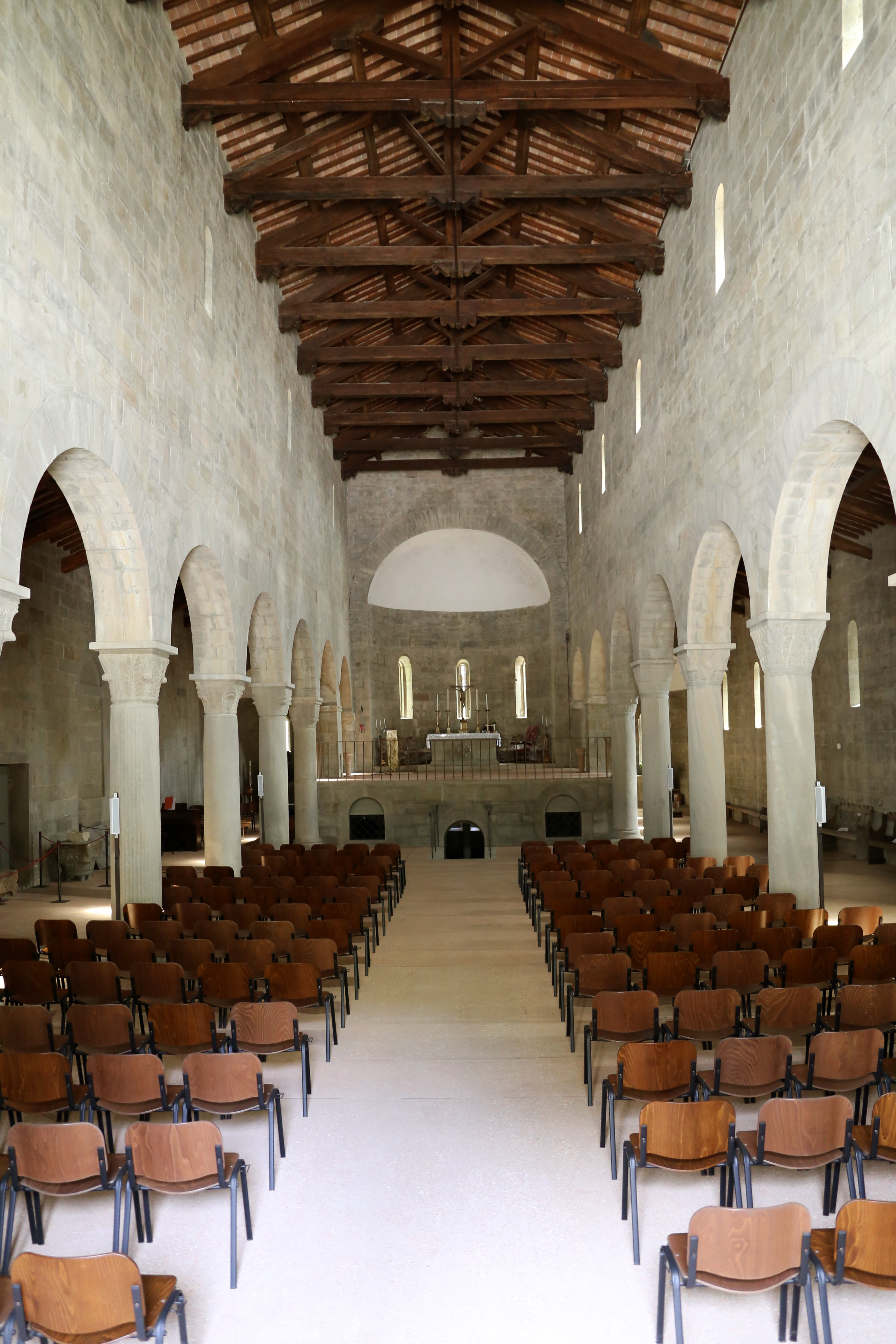
Interno
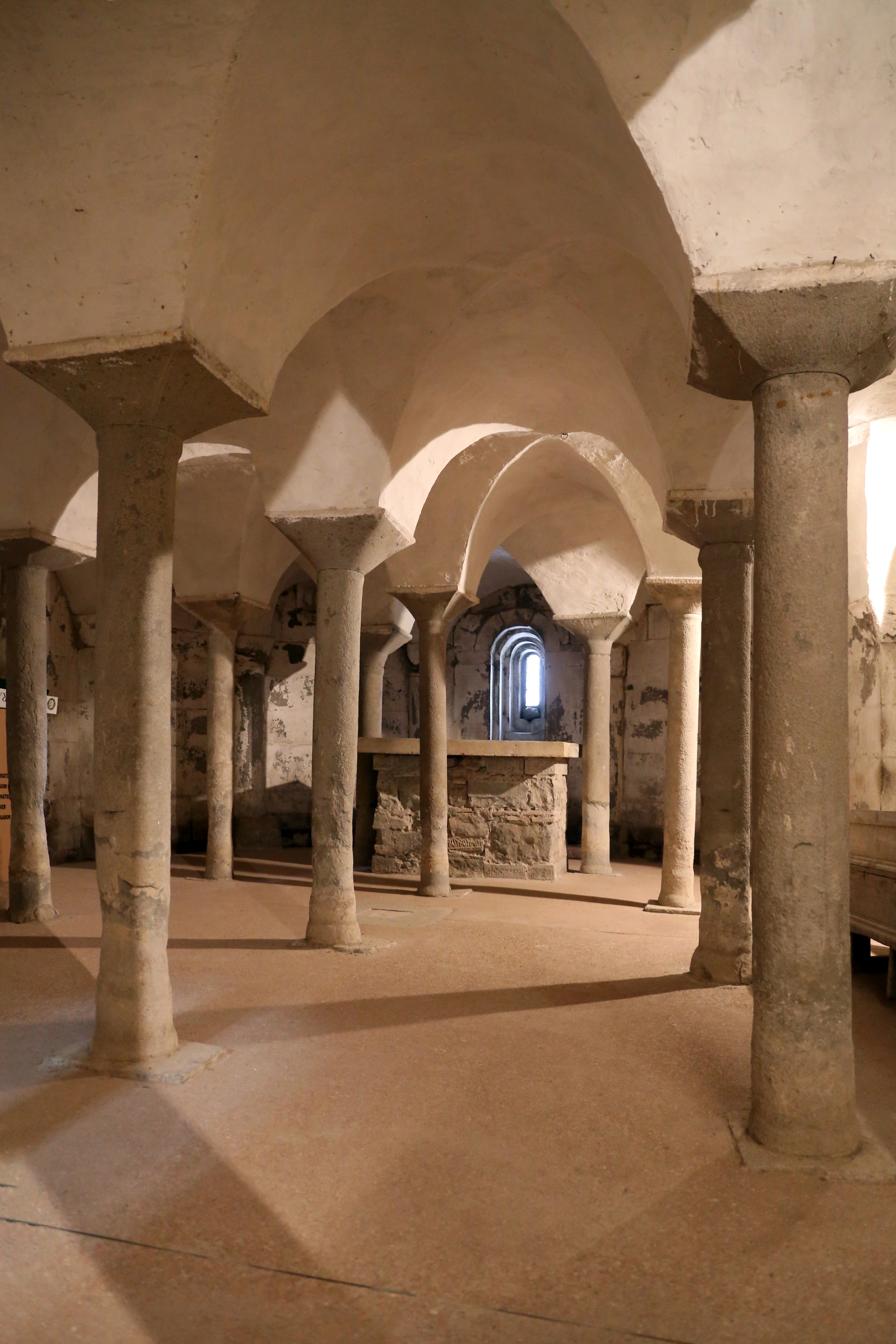
La cripta